# بيسيروجكا
بيسيروجكا هو كهف يقع على بعد 6 كم شمال شرق دوبرينج، في قرية رودين، فوق خليج سليفانسكا، في جزيرة كرك، كرواتيا.